# Detroit Original Motion Picture Soundtrack
Die Musik zum Film Detroit wurde von James Newton Howard komponiert. Für den Soundtrack zum Film, der am 28. Juli 2017 von Motown Records als Download veröffentlicht wurde, steuerten Künstler wie The Roots und Bilal Musikstücke bei.

## Produktion
Die Filmmusik zu Detroit wurde von James Newton Howard komponiert. Für den Soundtrack wurden eine Reihe weiterer Musikstücke bekannter Künstler aus unterschiedlichsten Musikrichtungen verwendet, so unter anderem von Marvin Gaye, Tammi Terrell, Brenda Holloway, John Coltrane und von Martha Reeves & the Vandellas. Somit enthält die Musik zum Film neben Elementen von Sixties soul, Doo Wop und R&B auch eine Reihe von klassischen Motown Acts.

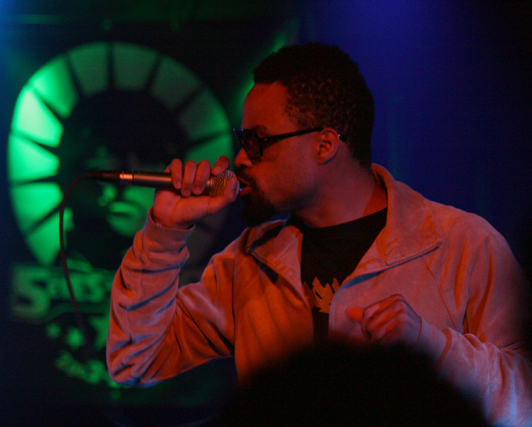
It Ain’t Fair wurde vom Sänger Bilal (Bild) gemeinsam mit The Roots aufgenommen

Der im Film zu hörende und auf dem Album enthaltene Song It Ain’t Fair wurde von der US-amerikanischen Hip-Hop-Band The Roots geschrieben und gemeinsam mit dem US-amerikanischen Soulsänger und Songwriter Bilal aufgenommen. The Roots sind eine klassische Hip-Hop-Gruppe, die seit den späten 1980er Jahren versucht, den Sound des Black America einzufangen und zu reflektieren. It Ain’t Fair ist die erste Aufnahme der Gruppe beim Label Motown Records. Das Lied ist eine originalgetreue Hommage an den Motown-Sound mit einer orchestralen Pop-Mischung aus Hörnern, Streichern, Gitarre und Schlagzeug und wird von Bilal mit einem traurigen A cappella eröffnet und gefühlvoll beendet. Questlove, der Schlagzeuge von The Roots, sagte gegenüber dem Musik-Magazin Rolling Stone: „Dieses Lied ist wie das langsam brennende Feuer in unser aller Seelen.“ Der Film, so Questlove weiter, zeige deutlich, dass das Leben im Jahr 1967 im Vergleich mit den Jahren 2017 oder 1897 nicht viel anders war. Bigelows Film erzählt von den Rassenunruhen in Detroit, die dort am 23. Juli 1967 durch eine Polizeirazzia in einer Bar ohne Ausschankgenehmigung, ein sogenanntes Blind Pig, ausgelöst wurden und mit mehr als 40 Todesopfern, 1.189 Verletzten und über 7.000 Verhaftungen als die zweitbrutalsten Unruhen der USA in die Geschichte eingingen.
Am 7. August 2017 stellten The Roots gemeinsam mit Bilal begleitend zum 50. Jahrestag des Sommers der Unruhen den Song in Jimmy Fallon’s Tonight Show vor. Wenige Wochen nach dem Start des Films Detroit in den US-Kinos präsentierten sie den Song Ende Oktober 2017 im Rahmen der Reihe Tiny Desk Concerts des Hörfunksenders NPR Music. Es hat Tradition in den Redaktionsräumen des National Public Radio, regelmäßig für den Online-Auftritt Musikgruppen vor einen kleinen Schreibtisch zu quetschen.
Ebenfalls auf dem Soundtrack enthalten ist der von Algee Smith geschriebene und gemeinsam mit dem Lead-Sänger Larry Reed der Soulband The Dramatics gesungener Song Grow, der die Straßenkämpfe in Detroit 50 Jahre zuvor aus nächster Nähe miterlebte und der von dem Schauspieler und Musiker im Film gespielt wird, der im Alter von neun Jahren begonnen hatte, erste eigene Rap-Texte zu verfassen. Die Motown-Band war an den Folgen des 25. Juli 1967 zerfallen. Auf dem Soundtrack enthalten sind auch zwei Originalsongs der Dramatics.

## Veröffentlichung
Der Soundtrack umfasst 14 Titel, hat eine Gesamtlaufzeit von 49:54 min und wurde am 28. Juli 2017 von Motown Records als Download veröffentlicht. Der Song It Ain’t Fair wurde vorab im Juli 2017 veröffentlicht.
Der Song Grow wurde Anfang August 2017 in Form eines Musikvideos veröffentlicht.

## Titelliste
1. The Dramatics – If You Haven't Got Love (3:06)
2. Martha Reeves – Jimmy Mack (Remastered 2017, feat. The Vandellas) (2:55)
3. Jerry William – Baby Bunny Sugar Honey (2:47)
4. Marvin Gaye – Your Precious Love (Remastered 2017, feat. Tammi Terrell) (3:05)
5. Brenda Holloway – Till Johnny Comes (Remastered 2017) (2:38)
6. James Newton Howard – Rescue (1:16)
7. The Roots – It Ain’t Fair (feat. Bilal) (6:45)
8. Devotions – The Devil's Gotten Into My Baby (2:44)
9. Lee Roger – You're The Cream Of The Crop (3:03)
10. The Dramatics – All Because Of You (2:43)
11. James Newton Howard – Alone (1:36)
12. Algee Smith – Grow (3:09)
13. The Elgins – Heaven Must Have Sent You (Remastered 2017) (3:10)
14. John Coltrane – I Want To Talk About You (10:56)

## Rezeption
Erin Vierra von mxdwn.com sagt, der Song It Ain’t Fair beeindrucke bis zum Ende durch einen kraftvollen Text, wie die Zeile; “It’s bad ’cause a good friend’s hard to come by / Justice is never color blind, never gun shy / The one crime, you may never see the sun shine.” Sätze wie diese gewährten einen brutalen Einblick in unserer Vergangenheit, so Vierra.
Verena Lueken von der Frankfurter Allgemeinen Zeitung beschreibt It Ain’t Fair als eine Art Gospel-Rap und geht davon aus, dass das Stück bei der einen oder anderen Preisverleihung der Saison zur Aufführung kommen dürfte.
Für Scott Feinberg von The Hollywood Reporter ist die Filmmusik einer der aussichtsreichsten Kandidaten in der entsprechenden Kategorie bei der Oscarverleihung 2018.

## Auszeichnungen
Am 18. Dezember 2017 gab die Academy of Motion Picture Arts and Sciences bekannt, dass sich der Song It Ain’t Fair in einer Vorauswahl von 70 Liedern befindet, aus der die Nominierungen in der Kategorie Bester Filmsong im Rahmen der Oscarverleihung 2018 bestimmt werden. Im Folgenden eine Auswahl von Nominierungen und Auszeichnungen im Rahmen bekannter Filmpreise.
African-American Film Critics Association Awards 2017
- Auszeichnung als Bester Song (The Roots feat. Bilal für It Ain’t Fair)[20]

Black Reel Awards 2018
- Nominierung für die Beste Filmmusik (James Newton Howard)[21]

Satellite Awards 2017
- Nominierung als Bester Filmsong (It Ain’t Fair)[22]